# Bagropsis reinhardti
Bagropsis reinhardti is een straalvinnige vissensoort uit de familie van de Pimelodidae. De wetenschappelijke naam van de soort werd in 1874 gepubliceerd door Christian Frederik Lütken.